# Aulonocara guentheri
Aulonocara guentheri är en fiskart som beskrevs av Eccles, 1989. Aulonocara guentheri ingår i släktet Aulonocara och familjen Cichlidae. IUCN kategoriserar arten globalt som livskraftig. Inga underarter finns listade.